# Вулиця Героїв Небесної Сотні (Кам'янець-Подільський)
Вулиця Героїв Небесної Сотні — вулиця в Кам'янці-Подільському.

## Історія назв
Вулиця проходить через два мікрорайони міста — Новий план і Черемушки. Первісна назва — Семінарська (на початку вулиці розміщувався корпус православної Подільської духовної семінарії). 28 грудня 1927 року загальні збори членів житлово-будівельного кооперативу «Стройкооп» ухвалили просити президію міської ради перейменувати на вулицю «Стройкоопа». Проте 9 лютого 1928 року Семінарську вулицю перейменовано на Інститутську (оскільки на той час у колишньому корпусі семінарії розміщувався сільськогосподарський інститут).
Але 15 квітня 1930 року сільгоспінститут розділили на інститут технічних культур (1933 року приєднали до Житомирського сільгоспінституту) та зоотехнічний інститут (1935 року перевели до Херсона). Оскільки 1935 року Кам'янець утратив інститут, то 9 квітня 1936 року перейменували й Інститутську вулицю — вона стала Червоноармійською.
Під час німецької окупації міста — знову Семінарська, після війни — Червоноармійська.
Була пропозиція топонімічної комісії, оприлюднена 16 жовтня 1991 року, перейменувати на вулицю Володимира Винниченка (письменник бував у Кам'янці-Подільському). 2005 року міський осередок політичної партії ВО «Свобода» запропонував, щоб це була вулиця Симона Петлюри (саме цією вулицею Симон Петлюра у 1919–1920 роках, коли Кам'янець-Подільський був тимчасовою столицею УНР, неодноразово в'їжджав у місто). Обидві пропозиції не реалізовано.
В рамках декомунізації назва вулиці була змінена, 18 жовтня 2016 року її було перейменовано на вулицю Героїв Небесної Сотні.

## Відомі об'єкти
З'єднує вулиці Шевченка та Привокзальну; перетинає вулиці Лесі Українки, Огієнка, Гагаріна, проспект Грушевського. Від вулиці відходять на північ Лагерний провулок й Індустріальна вулиця. Прикінцеві номери: зліва — № 49, справа — № 50 та № 52 в глибині кварталу.
На вулиці розташувалися гімназія, професійний художній ліцей, гуртожиток № 1 індустріального технікуму (став до ладу 1961 року), відділення «Промінвестбанку».
У жовтні 1964 року на вулиці відкрилася найбільша на той час у місті крамниця.
На цій вулиці (Червоноармійська, 18) у липні 1977 року звели перший у місті висотний житловий будинок (9 поверхів, 72 квартири).